# Свети Димитър (Куманичево, Тиквеш)
 Тази статия е за църквата „Свети Димитър“ в тиквешкото Куманичево.  За църквата „Свети Димитър“ в костурското Куманичево, вижте Свети Димитър (Куманичево, Костурско).  
„Свети Великомъченик Димитър“ (на македонска литературна норма: „Свети Димитар“) е възрожденска православна църква в тиквешкото село Куманичево, южната част на Северна Македония.
Няма точни данни за времето на изграждане. Според своята архитектурна форма църквата е трикорабна с дървени тавани. Има отворени тремове на южната и западната страна. Цялата вътрешност на църквата е изписана със стенописи. Най-забележителна е композицията Второто пришествие Христово (Страшният съд), която е на южния и западния зид в наоса на църквата. На иконостаса има надпис: „Сеи свети образи исписа Петре и сен его Глигор из Дебарску державу село Тресонче 1878“.